# Slaughter & Apparatus: A Methodical Overture
Slaughter & Apparatus: A Methodical Overture (рус. Убой и устройство: Методическая увертюра) — пятый полноформатный студийный альбом бельгийской дэтграйнд-группы Aborted, вышедший в
2007 году.
Хотя Slaughter & Apparatus: A Methodical Overture и продолжил тенденцию звучания предшественника, но тем не менее приобрел ещё больше мелодичных моментов, отчасти из-за того, что основную часть музыки написал Себастиан Туви.
Диск записывался и сводился на том же месте, что и предшественник — на студии Тью Мадсена «Antfarm Studio» в Дании, в октябре 2006-го, но сессионные ударные были записаны отдельно и на другой студии, а именно на «Red Planet Studios» в сентябре того же года. Как и на предыдущих релизах, состав снова был обновлён, на этот раз перемены коснулись всего состава, кроме самого Свена. Некоторые участники пробыли в группе уже около года со времен тура, а именно гитаристы Себастиан Туви и Матти Дюпонт, а вот басист Питер Гоэмаер пришёл в группу из другой брутальной формации, в которой Свенчо стучал на барабанах — Leng Tch'e, ударник же Дэйв Хейли записал свои партии отдельно от группы на своей студии за месяц до сессий.
Составляющие альбома также изменились с приходом новых участников. Звучание ударных изменилось в сторону мелодичности, песни стали подлиннее, в некоторых даже немного на задний план отведена тема расчленёнки, что ещё более разнообразило альбом. Новые гитарные и ударные ходы внесли в музыку нечто новое, чего раньше не было, и добавили элементы модерн-метала, что также не могло не сказаться на музыке. Всё это обусловлено тем, что основные композиторы группы Барт и Тийс, покинули группу и это бремя взял на себя Себастиан Туви при содействии фронтмена Свенчо, тексты же написаны Свеном, кроме «Avenious» и «Odious Emanation» — в соавторстве с Медхи, а также «Underneath Rorulent Soil» написанная Россом Севаджем из Impaled.
Это первый альбом группы на лейбле Century Media и единственный альбом, котором не были использованы семплы из фильмов ужасов.
В записи этого альбома также принимало несколько приглашенных музыкантов. Вокальные партии для песен «Odious Emanation» и «A Methodical Overture» исполнил бессменный лидер британской грайнд-формации Carcass — Джефф Уолкер, для песни «Avenious», которая значительно отличается смысловым наполнением текста и гитарным соло под пауэр-метал, партии бэк-вокала исполнил вокалист группы Hatesphere — Джейкоб Бридал, вновь приглашенный Свенчо, также гитарист Hatesphere — Хенрик Якобссен записал гостевое гитарное соло для песни «Underneath Rorulent Soil».

## Список композиций
Обычная CD-версия вышла с таким трек-листом.
| №   | Название                                                                                  | Длительность |
| --- | ----------------------------------------------------------------------------------------- | ------------ |
| 1.  | «The Chondrin Enigma»                                                                     | 4:20         |
| 2.  | «A Methodical Overture» (featuring Jeff Walker of Carcass)                                | 3:25         |
| 3.  | «Avenious» (featuring Jacob Bredahl of Hatesphere)                                        | 4:41         |
| 4.  | «The Spaying Seance»                                                                      | 4:25         |
| 5.  | «And Carnage Basked in Its Ebullience»                                                    | 3:10         |
| 6.  | «The Foul Nucleus of Resurrection»                                                        | 4:13         |
| 7.  | «Archetype»                                                                               | 3:12         |
| 8.  | «Ingenuity in Genocide»                                                                   | 3:42         |
| 9.  | «Odious Emanation» (featuring Jeff Walker of Carcass)                                     | 3:37         |
| 10. | «Prolific Murder Contrivance»                                                             | 3:07         |
| 11. | «Underneath Rorulent Soil» (featuring guest guitar solo by Henrik Jacobsen of Hatesphere) | 4:51         |

## Издание на виниле
На виниле выходила ограниченным тиражом в 600 экземпляров на лейбле Holowman Records, в трёх версиях:
100 на чёрном виниле

250 на золотом виниле

250 на красном виниле
Трек-лист остался неизменным.

## Специальные издания
Выходил также с видеобонусом на самом диске, в разных версиях с клипом на песню «The Chondrin Enigma» и Making Of к нему, или с концертными версиями «A Cold Logistic Slaughter» и «The Saw and the Carnage Done», при том, что в буклете в обоих случаях было указано, что в бонусе клип и документарий. Также обе версии имеют в составе бонусный кавер на группу Faith No More, на песню «Suprise! You’re Dead!».
| №   | Название                                                                                  | Длительность |
| --- | ----------------------------------------------------------------------------------------- | ------------ |
| 1.  | «The Chondrin Enigma»                                                                     | 4:20         |
| 2.  | «A Methodical Overture» (featuring Jeff Walker of Carcass)                                | 3:25         |
| 3.  | «Avenious» (featuring Jacob Bredahl of Hatesphere)                                        | 4:41         |
| 4.  | «The Spaying Seance»                                                                      | 4:25         |
| 5.  | «And Carnage Basked in Its Ebullience»                                                    | 3:10         |
| 6.  | «The Foul Nucleus of Resurrection»                                                        | 4:13         |
| 7.  | «Archetype»                                                                               | 3:12         |
| 8.  | «Ingenuity in Genocide»                                                                   | 3:42         |
| 9.  | «Odious Emanation» (featuring Jeff Walker of Carcass)                                     | 3:37         |
| 10. | «Prolific Murder Contrivance»                                                             | 3:07         |
| 11. | «Underneath Rorulent Soil» (featuring guest guitar solo by Henrik Jacobsen of Hatesphere) | 4:51         |
| 12. | «Suprise! You're Dead!» (Faith No More cover - bonus track)                               | 2:18         |

Ещё одно ограниченное издание имело название Slaughter & Apparatus: A Limited Overture, вышедшее в специальном боксе, в комплекте с которым также были постер, футболка и несколько стикеров. Трек-лист также остался неизменным.

## Участники записи
- Свен Свенчо де Калюве — вокал
- Себастиан Себ Пюрулатор Туви — лид-гитара
- Матти Дюпонт — гитара
- Питер Гоэмаер — бас
- Дэйв Хейли — сессионные ударные

### Сессионные музыканты
- Джефф Уолкер — приглашённый вокал на песнях «A Methodical Overture» и «Odious Emanation»
- Джейкоб Бридал — приглашённый вокал на песне «Threading On Vermillion Deception»
- Хенрик Якобссен — гостевое гитарное соло для песни «Underneath Rorulent Soil»